# Deal (Regno Unito)
Deal è una città del Kent, Inghilterra. Si trova tra Manica  e il mare del nord, otto miglia a nord-est di Dover, situata tra Dover e Ramsgate. Ha un passato legato alla pesca, alla  Royal Navy e alle miniere di carbone (Kent Coalfield). Strettamente associati a Deal sono i villaggi Kingsdown, Sholden e Walmer.
Nel 55 e nel 54 a.C., Gaio Giulio Cesare approdò per due volte durante le sue spedizioni in Britannia. Il paese viene anche citato nel Domesday Book con il nome di Addelam. Il castello di Deal fu costruito in stile Tudor da re Enrico VIII d'Inghilterra.
Deal ha un clima marittimo temperato, con estati confortevoli e inverni freddi.

## Amministrazione

### Gemellaggi
- Saint-Omer, Francia
- Vlissingen, Paesi Bassi